# William Owsley
William Owsley, född 24 mars 1782 i Virginia, död 9 december 1862 i Boyle County, Kentucky, var en amerikansk politiker (whig). Han var Kentuckys guvernör 1844–1848.
Owsley arbetade som lärare och som lantmätare. Därefter studerade han juridik och tjänstgjorde som domare i en appellationsdomstol 1812–1828. Han var delstatens statssekreterare (Kentucky Secretary of State) 1834–1836.
Owsley efterträdde 1844 Robert P. Letcher som guvernör och efterträddes 1848 av John J. Crittenden.
Owsley avled 1862 och gravsattes på Bellevue Cemetery i Danville. Owsley County har fått sitt namn efter William Owsley.